# 陈镜湖
陈镜湖（1901年—1933年），字印潭，号小秋，曾用名李铁然:18、陈龙川、陈士秋、李国才、李学孔、宫子明:343，热河建平县人。中国共产党早期党员，中国共产党第五次全国代表大会内蒙古代表。

## 生平
1901年，陈镜湖出生于热河建平。1914年进入建平县高等小学读书。1918年秋天考入天津直隶省第一中学。1919年五四运动中，陈镜湖作为直隶省第一中学的代表前往北洋大学参加“天津学生代表会议”，会后以天津学联代表的身份前往北京、广州等地串联，参加了多场示威游行和街头宣讲活动。同年9月加入了安幸生等人创立的“新生社”，并于1920年参与刊物《新生》的出版。新生社改为“马克思主义研究会”后，陈镜湖继续担任会员。1920年至1922年，陈镜湖在直隶省第一中学新下设的“平民小学”担任义务教员。:41-42:344-345
1922年8月，陈镜湖考入南开大学文科，主攻英文、法文和政治。在校期间，陈镜湖创办了向明学会。1923年参加中国社会主义青年团，负责天津团地方执行委员会的组织工作。同年转为中国共产党党员，成为了东北地区第一位中国共产党党员。此后，陈镜湖以个人身份加入中国国民党。1924年以直隶省代表的身份赶赴广州参加中国国民党第一次全国代表大会。会后，陈镜湖被派往内蒙古地区开展地下工作和兵运工作，并进入冯玉祥所属骑兵第二支队担任队长。当年9月，第二次直奉战争爆发，陈镜湖率部队参与作战，并以热河民军司令的身份率部随宋哲元进驻承德。1924年底，陈镜湖一度返回建平县招募兵力，被奉系军阀发现后撤走。1925年初担任中共北方区委热河工委负责人。当年3月，孙中山在北京去世，陈镜湖以热河代表的身份赶赴北京参加悼念活动，并出席了国民会议促成会。1925年5月至10月，担任中共热河特别区工作委员会书记，当年冬天担任内蒙古工农兵大同盟执行委员。1926年春，陈镜湖率领国民军下属的内蒙古特别民军骑兵第二纵队，随冯玉祥与讨赤联军作战。8月随冯玉祥撤退至包头，改为担任骑兵旅旅长。9月参加五原誓师，10月参加援陕作战，之后被冯玉祥任命为蒲城县县长。:42:349:51-52:352
1927年4月，陈镜湖以内蒙古代表的身份参加了中国共产党第五次全国代表大会，会前一度于土默特旗被国民党便衣逮捕，但并未暴露身份。会后因冯玉祥驱赶共产党员而离开冯玉祥部，赶赴北京，在中共顺直省委的领导下开展工作。1928年在天津参与组织中共内蒙古临时工作委员会，并担任负责人之一。1929年担任中共内蒙古特别委员会委员。1930年6月，因特别委员会遭到破坏而失去了与中国共产党组织的联系，遂与刘刚穿过蒙古人民共和国赶赴苏联，并于莫斯科找到了中共驻共产国际代表团。之后陈镜湖回国重新建立中共内蒙古特别委员会，并担任临时书记，1931年10月担任该特委书记，主管热河、察哈尔、绥远三省的党务。1932年末赶赴上海汇报工作，1933年初返回北方，受党组织委派重新返回冯玉祥部，参与筹建察哈尔抗日同盟军，在抗日同盟军总部担任参议。当年5月12日，陈镜湖在冯玉祥的委派下赶赴张北县点验武装队伍，途中被土匪袭击身亡。:42:17:353-366

## 纪念
1933年8月1日，在张家口落成的察哈尔抗日同盟军阵亡将士纪念塔上，刻有陈镜湖的姓名:57。陈镜湖去世后，其墓葬最初位于张家口，1955年被家人迁葬回辽宁建平。文化大革命时期，陈镜湖的名誉被四人帮毁损:18。1982年8月1日，中共内蒙古党委追认陈镜湖为革命烈士，此后至1983年1月7日，陈镜湖的革命烈士身份得到了其建平县、朝阳地区和辽宁省三级人民政府的确认，并着手在建平县修建陈镜湖烈士陵园:12-20。1984年，烈士陵园和烈士纪念塔修建完成，当年10月举行落成典礼。